# Micromus variegatus
Espèce
Micromus variegatus est une espèce d'insectes névroptères de la famille des Hemerobiidae et de la sous-famille des Microminae.
Ce petit névroptère, commun en Europe occidentale d'avril à septembre, au corps long d'environ 6 mm, vit dans les plantes basses. Ses ailes translucides, plus longues que le corps, sont disposées au repos en forme de toit à double versant.

## Distribution
L'espèce est présente dans une grande partie de la région paléarctique.
Elle a été découverte dans l'ouest du Canada en 1988 pour la première fois et sa présence dans l'est du pays a été confirmée en 2009.

## Écologie et comportement

### Alimentation
La larve et l'adulte sont des prédateurs et se nourrissent entre autres de pucerons,.

### Cycle de vie
À 25°C les œufs prennent environ 5-6 jours à éclore. La larve se nourrit pendant 5-6 jours avant de former une nymphe qui peut être protégée ou non par un cocon. L'adulte en sort 9 à 11 jours plus tard et vit environ 20 jours. 
Le temps de développement de chacun des stades augmente avec la diminution de température. Par exemple, à 13°C, les œufs prennent 17-18 jours à éclore, les larves vivent 17-18 jours, la nymphose dure 33 à 38 jours et les adultes vivent pendant 70 jours.

## Lien avec l'humain
Micromus variegatus est une espèce pouvant être utilisée pour la lutte biologique contre les pucerons,. 